# Elisabeth Becker
Elisabeth Becker (20 de julio de 1923-4 de julio de 1946) fue una guardiana del Campo de concentración de Stutthof durante la Segunda Guerra Mundial.

## Biografía

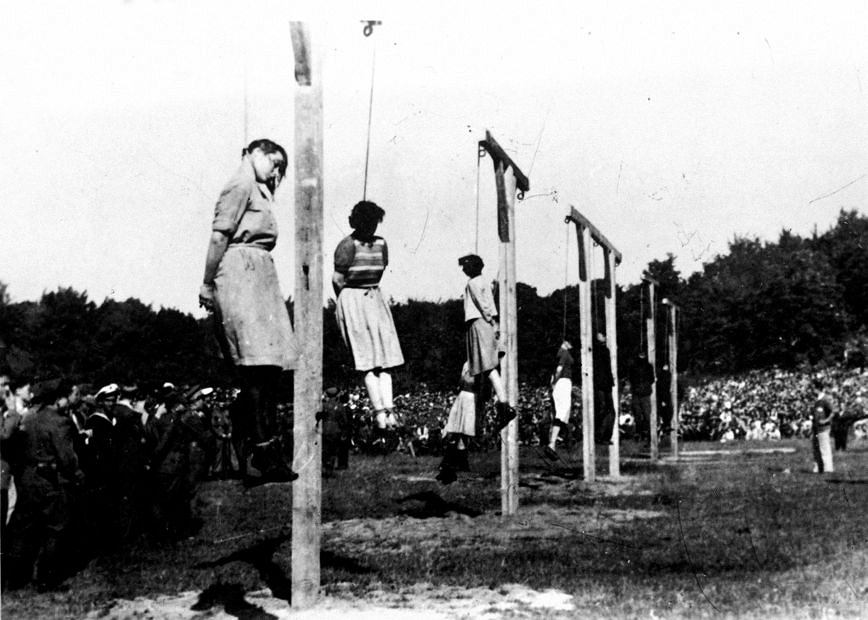
Ejecución de los guardias de seguridad del campo de concentración de Stutthof, 4 de julio de 1946. Elisabeth Becker, segundo poste, izquierda.

Becker nació en Neuteich, ciudad libre de Danzig (hoy Nowy Staw, Polonia) en una familia alemana. En 1936, con 13 años, se unió a la Liga de Muchachas Alemanas. En 1938 se convirtió en cocinera en Danzig. En 1939, los alemanes llegaron a la ciudad y, según los informes, Becker se adaptó con éxito. En 1940 comenzó a trabajar para la firma Dokendorf en Neuteich, donde estuvo empleada hasta 1941, cuando se convirtió en asistente de agricultura en Danzig.
En 1944, las SS necesitaban más guardias en el campo de concentración cercano en Stutthof, y Becker fue convocada para el servicio. Llegó a Stutthof el 5 de septiembre de 1944 para comenzar a entrenar como SS Aufseherin. Más tarde trabajó en el campamento de mujeres de Stutthof en SK-III. Allí seleccionaba personalmente a mujeres y niños para ingresarlos en las cámaras de gas.

### Posguerra
Becker huyó del campamento el 15 de enero de 1945 y regresó a su hogar en Neuteich. El 13 de abril, la policía polaca la detuvo y la encarceló en espera de juicio. El juicio de Stutthof comenzó en Danzig el 31 de mayo de 1946 con cinco exmujeres de las SS y varios capos como acusados. Becker, junto con los otros diez acusados, fue condenada a muerte. Envió varias cartas al presidente polaco Bolesław Bierut solicitando un perdón, alegando que sus acciones no habían sido tan severas como las de Gerda Steinhoff o Jenny-Wanda Barkmann. No se emitió ningún indulto y fue ahorcada públicamente el 4 de julio de 1946 en Biskupia Gorka junto con los otros diez supervisores y capos de las SS. Según las imágenes de su ahorcamiento, parece que se rompió el cuello y que se habría quedado inconsciente rápidamente, a diferencia de otros guardias condenados.